# Gilbert Dautant
Gilbert Dautant, né le 7 juillet 1926 à Lavardac et mort le 15 novembre 1993 à Pessac, était le douzième président de la fédération française de rugby à XIII. Il a été en poste de 1991 à 1993. À noter qu'à cette époque la fédération française de rugby à XIII avait pour nom fédération française de jeu à XIII.
Il participe au redressement financier et sportif de la Fédération et son nom restera étroitement associé au développement des échanges de jeunes franco-britanniques et le développement des équipes Cadets et Universitaires. 
Il défend la présence des clubs corses, comme celui de Bastia,  dans le championnat de France, et cela, jusqu'à son décès. 
Son frère, Gérard Dautant, est joueur de rugby à XIII international français. 

## Biographie
Gilbert Dautant né à Lavardac . Il est « ancien champion de natation d'Aquitaine, pilier atypique mais respecté de la redoutable équipe amateur de Lavardac XIII des années 1950 ».
Il a obtenu « un nombre considérable de titres régionaux et nationaux dans [...] différents sports » ; la natation, le water polo et bien sur le rugby à XIII.

## Actions pour le rugby à XIII
Élu président, il se consacre au redressement sportif et financier de la Fédération et jette « les bases d'une Fédération européenne de rugby à XIII ».
Il est le fondateur des échanges de jeunes franco-britanniques qui ont débouché sur la création des équipes France cadets UNSS et Universitaires.
Fait rarissime, il est élu dirigeant d'une association anglaise ; l'English School Rugby League.
Un trophée est créé à son nom : la « Coupe Gilles Dautant » et qui est attribuée chaque année au meilleur cadet. 